# Примож Трубар (ТВ серија)
„Примож Трубар” је југословенска телевизијска серија снимљена 1986. године у продукцији ТВ Љубљана.

## Улоге
| Глумац           | Улога |
| ---------------- | ----- |
| Иво Бан          |       |
| Полде Бибич      |       |
| Петер Боштјанчич |       |
| Борис Јух        |       |
| Бернарда Оман    |       |
| Стане Потиск     |       |
| Јанез Старина    |       |
| Даре Улага       |       |
| Јанез Врховец    |       |
| Стево Жигон      |       |

Комплетна ТВ екипа ▼
| Редитељ    | Андреј Стојан      | (непознат број епизода) |
| Сценариста | Драго Јанчар       | (непознат број епизода) |
| Композитор | Јани Голоб         | (непознат број епизода) |
| Монтажер   | Гордана Зафрановић | (непознат број епизода) |
| Монтажер   | Андрија Зафрановић | (непознат број епизода) |